# Папский библейский институт
Папский библейский институт (итал. Pontificio Istituto Biblico, PIB) — папский институт в Риме, Италия.

## История
В 1902 году Римский папа Лев XIII объявил о своём решении основать библейский институт в Риме. Его решение осуществил Римский папа Пий X, который 7 мая 1909 года издал апостольское послание «Vinea Electa», которым учредил библейский институт университетского уровня, специализирующийся на преподавании, изучении и критическом исследовании библейских текстов. Библейский институт был передан под управление монашеского ордена иезуитов. Первоначально студенты сдавали экзамены в Папской библейской комиссии. В 1916 году Библейский институт получил от Римского папы Бенедикта XV лицензию с правом предоставлять научные степени.
В 1927 году в Иерусалиме был открыт филиал института. В 1932 году Римский папа Пий XI реорганизовал Библейский институт, добавив к нему Колледж древнего Ближнего Востока, который был преобразован в востоковедческий факультет.
В настоящее время Библейский институт организационно интегрирован с Латеранским университетом и Папским восточным институтом.
В Библейском институте действуют востоковедческий факультет и факультет библейской экзегетики.
Библейский институт является членом Григорианского Консорциума.

## Ректоры
- Leopold Fonck (1909—1930);
- Августин Беа (1930—1949);
- Ernest Vogt (1949—1963);
- Roderick A. MacKenzie (1963—1969);
- Карло Мария Мартини (1969—1978);
- Maurice Gilbert (1978—1984);
- Альбер Вануа (1984—1990);
- Klemens Stock (1990—1996);
- Robert F. O’Toole (1996—2002);
- Stephen Pisano (2002—2008);
- José-Maria Abrego de Lacy (2008—2014);
- Michael Francis Kolarcik (2014—2023);
- Peter Dubovský, (2023 — 18 мая 2024).

## Президенты
- Peter Dubovský, (19 мая 2024 — по настоящее время).